# Kunstarchiv Beeskow
Das Kunstarchiv Beeskow ist eine im brandenburgischen Beeskow beheimatete Dokumentationsstelle zur Bildenden Kunst in der DDR. Seit 2021 ist es neben der Sammlung Alltagskultur der DDR in Eisenhüttenstadt Teil des Museums Utopie und Alltag. In dem Kunstarchiv lagern unter anderem Gemälde, Druckgrafiken, Zeichnungen, Plastiken und Fotografien. In seinem Bestand befinden sich 17 000 Werke der bildenden Kunst und 1500 der angewandten Kunst und des Laienschaffens (Stand Mitte 2025).

## Vorgeschichte
1990 wurden im Auftrag des letzten Kulturministeriums der DDR in allen Bezirken der DDR die Kunstwerke eingesammelt, deren Ankäufe der Kulturfonds der DDR finanziert hatte und die in öffentlichen Gebäuden ausgestellt waren. Dies waren zum Beispiel Erholungsheime, Schulungszentren, Geschäftsstellen, Gästehäuser und Speisesäle. Die Burg Beeskow sollte nach einem Kreistagsbeschluss 1991 zum ostbrandenburgischen Kultur- und Bildungszentrum umgebaut werden und es begann der Aufbau einer zeitgenössischen Kunstsammlung für den Raum Berlin/Brandenburg. Leiter der Einrichtung wurde Herbert Schirmer (bis 1999), letzter Kulturminister der DDR. In den folgenden Jahren wurden mehrere Tausend Objekte übernommen und inventarisiert. Die Länder Mecklenburg-Vorpommern, Brandenburg und Berlin entschieden sich für einen Länderverbund, dessen Kunstbestand nach Beeskow kommt. Für die zu der Zeit insgesamt 20.000 Kunstwerke wurde 1995 von der Verwaltung des Landkreises Oder-Spree ein in der Nähe der Burg gelegener Speicher zu einem gesicherten und klimatisierten Bilddepot umgebaut. Den Umgang mit der Kunst regeln Vereinbarungen, die die beteiligten Bundesländer, die Kreisverwaltung und die Interessengemeinschaft „neue bildende kunst“ in Berlin schlossen. Eine wissenschaftliche Mitarbeiterin, ein Depotverwalter und eine Bibliothekarin wurden von dem „Sammlungs- und Dokumentationszentrum Kunst der DDR“ im Oktober 1995 gestellt.

## Verwaltungsabkommen „Kunstarchiv“
2001 wurde das Verwaltungsabkommen „Kunstarchiv“ zwischen den Ländern Mecklenburg-Vorpommern, Brandenburg und Berlin geschlossen. Darin verpflichtete sich das Land Brandenburg, die organisatorischen Voraussetzungen zu schaffen, damit der Archivbestand genutzt werden kann. Unter Nutzung wird die wissenschaftliche Erschließung, Information und Veröffentlichung sowie die Sammlung, Archivierung und Auswertung sekundärer Materialien zum Thema „Kunst in der DDR“ verstanden. Des Weiteren gibt es kulturelle und wissenschaftliche Veranstaltungen. Das Kuratorium einigte sich auf den Namen „Kunstarchiv Beeskow“. Ausdrücklich wird dabei betont, dass der Zweck des Archivs nicht die Anlage einer musealen Sammlung zur Kunst in der DDR sei.
2017 gaben die Länder Berlin und Mecklenburg-Vorpommern ihren finanziellen Rückzug aus dem Projekt bekannt. Der Landkreis Oder-Spree und das Land Brandenburg wollen die Sammlung weiterhin unterstützen.

## Archivbestand
Der Bestand des Kunstarchivs Beeskow umfasst rund 23.000 Werke und setzt sich aus drei Teilbeständen zusammen:
- 1.794 Werke aus dem Kulturfonds der DDR, Eigentümer: Land Brandenburg
- 18.000 Werke aus dem Vorbesitz der Parteien und Massenorganisationen der DDR, Eigentümer: die Länder Berlin, Brandenburg und Mecklenburg-Vorpommern
- 2.782 Werke aus dem Kunstbesitz des Magistrats von Berlin (Ost), Eigentümer: Land Berlin

Darunter sind folgende Kunstgattungen vertreten:
- 12.992 Grafiken
- 1.942 Zeichnungen
- 1.500 Gemälde
- 1.305 Fotografien
- 3.656 Medaillen und Plaketten
- 286 Kleinplastiken
- 298 kunsthandwerkliche Objekte
- 60 textile Arbeiten

Der Bestand verteilt sich auf verschiedene Vorbesitzer:
1. Parteien der DDR:
- CDU (3.663 Arbeiten, davon 3.000 Medaillen und Ehrenplaketten)
- SED (535 Arbeiten)
- LDPD (93 Arbeiten)
- NDPD (75 Arbeiten)
- DBD (35 Arbeiten)

2. Massenorganisationen der DDR:
- FDGB (5.957 Arbeiten)
- FDJ (2.339 Arbeiten)
- Kulturbund (3.848 Arbeiten)
- DSF (635 Werke)
- Liga für Völkerfreundschaft (76 Arbeiten)
- Gesellschaft für Sport und Technik (63 Arbeiten)

## Ausstellungen
Seit 1995 gibt es jährliche Ausstellungen über DDR-Kunst auf Burg Beeskow.